# Johann Erhardt (Politiker)
Johann Erhardt (* 3. März 1926 in Raiding; † im März 2019) war ein österreichischer Politiker (ÖVP) und Landwirt. Erhardt war verheiratet und von 1956 bis 1977 Abgeordneter zum Burgenländischen Landtag sowie von 1964 bis 1977 2. Landtagspräsident.

## Ausbildung und Beruf
Erhardt wurde als Sohn des Landwirts Anton Erhardt aus Rading geboren und besuchte fünf Klassen der Volksschule in Raiding. Danach absolvierte er drei Klassen der Hauptschule in Stoob und im Anschluss zwei Klassen Handelsschule in Eisenstadt. Nach dem Ende seiner Ausbildung arbeitete Erhardt zwischen September 1942 und Juli 1943 als kaufmännischer Angestellter im Lebensmittelgroßhandel und tat im Sommer 1943 einen Monat Dienst im Reichsarbeitsdienst. Danach wurde er zur Wehrmacht eingezogen, wo er zum Luftwaffeneinsatz kam und in amerikanische Kriegsgefangenschaft geriet, aus der er erst im Jänner 1946 entlassen wurde. Nach seiner Rückkehr aus der Kriegsgefangenschaft war er in der elterlichen Landwirtschaft tätig, 1978 wurde er zum Ökonomierat, 1993 zum Professor ernannt. Erhardt war als Buchautor aktiv und publizierte ab 1989 den Burgenländischen Seniorenkalender.

## Politik und Funktionen
Erhardt übernahm 1948 die Funktion des Dekanatsführers und war zwischen 1949 und 1952 Diözesanführer der Katholischen Landjugend im Burgenland. Danach war er von 1954 bis 1956 Diözesanführer der Katholischen Männerbewegung. Er engagierte sich zudem in der ÖVP und wirkte zwischen 1956 und 1975 als Bezirksparteiobmann der ÖVP-Oberpullendorf, zudem war er vom 1. November 1960 bis zum 31. Dezember 1968 ÖVP-Landesparteisekretär. Erhardt vertrat die ÖVP zwischen dem 11. Juni 1956 und dem 27. Oktober 1977 durchgehend im Burgenländischen Landtag, wobei er vom 8. August 1961 bis zum 17. April 1964 3. Präsident des Landtags war. Im Anschluss war er vom 17. April 1964 bis zu seinem Ausscheiden aus dem Landtag 2. Landtagspräsident.
Erhardt wirkte neben seinem Mandat von 1960 bis 1966 auch als Präsident des Zivilschutzverbandes Burgenland und war von 1963 bis 1968 Kammerrat der Burgenländischen Landwirtschaftskammer. Nach seinem Ausscheiden aus dem Landtag fungierte er von 1977 bis 1993 als Landesobmann des Burgenländischen Seniorenbundes und war zudem von 1987 bis 1989 Bundesobmann-Stellvertreter des Seniorenbundes. Des Weiteren war er von 1968 bis 1991 Obmann-Stellvertreter und danach bis 1996 Obmann des Franz-Liszt-Vereins Raiding.

## Auszeichnungen
- 1971: Großes Goldenes Ehrenzeichen für Verdienste um die Republik Österreich[2]

## Werke
- Raidinger Stückln und andere G’schichten. J. Erhardt, Raiding
- Für unser Burgenland. Dr. Lorenz Karall, Johann Wagner, Josef Lentsch, Franz Soronics. Vier Christdemokraten und ihr Wirken für die Wiedererrichtung und die Gestaltung unseres Heimatlandes von 1945 - 1978. Vereinigung der ÖVP-Altmandatare im Burgenland, Eisenstadt 2004
- Lorenz Karall. 1945. Der Vater des neuen Burgenlandes (Gedenkschrift anlässlich 60 Jahre Wiedererrichtung des Burgenlandes). Dr.-Lorenz-Karall-Stiftung, Eisenstadt 2005